# Wykładnia językowa
Wykładnia językowa (zwana inaczej: gramatyczną, literalną, lingwistyczną, werbalną lub słowną) – dąży do ustalenia właściwego znaczenia interpretowanego tekstu prawnego z punktu widzenia języka, w jakim tekst ten jest sformułowany.
Wykładnia językowa opiera się na takich dyrektywach wykładni jak: dyrektywa języka potocznego, dyrektywa języka specjalistycznego, dyrektywa języka prawniczego i dyrektywa języka prawnego.
- język potoczny (ogólny, powszechny) – przez niego rozumie się tu język, w jakim na co dzień porozumiewają się ludzie, w szczególności w jego pisemnej literackiej odmianie,
- język prawny – język, w którym formułuje się akty normatywne,
- język prawniczy – to język, w którym wypowiadają się prawnicy o prawie, sędziowie, adwokaci, radcy prawni, profesorowie prawa itp.,
- język specjalistyczny (techniczny) – stosowany w danej nauce lub branży np. medycynie, chemii, inżynierii, budownictwie etc.[1]

Zgodnie z dyrektywą języka potocznego wyrazy i ich związki użyte w tekście prawnym należy rozumieć tak, jak są one pojmowane w języku potocznym. Oznacza to, że w wykładni językowej należy kierować się takimi regułami semantycznymi (znaczeniowymi), syntaktycznymi (składniowymi) i gramatycznymi, jakie są charakterystyczne dla tego języka.
Zgodnie z dyrektywą języka specjalistycznego wyrazy i ich związki użyte w tekście prawnym należy rozumieć tak, jak są one pojmowane w języku specjalistycznym.
Zgodnie z dyrektywą języka prawniczego wyrazy i ich związki użyte w tekście prawnym należy rozumieć tak, jak są one pojmowane w języku prawniczym.
Zgodnie z dyrektywą języka prawnego wyrazy i ich związki użyte w tekście prawnym należy rozumieć tak, jak nakazuje je rozumieć samo prawo (tj. zwłaszcza tak, jak wynika to z ich definicji zamieszczonych w takim tekście).
Dyrektywa języka prawnego ma tu zawsze pierwszeństwo. Priorytet pozostałych jest zależny od dziedziny (gałęzi) prawa i rodzaju adresata danego przepisu prawnego. Dla prawa cywilnego typowa jest dyrektywa języka prawniczego, prawa administracyjnego i podatkowego dyrektywa języka potocznego, a prawa karnego, jeśli chodzi o ogólne pojęcia tego prawa, dyrektywa języka prawniczego, a gdy chodzi o definicje poszczególnych czynów zabronionych pod rygorem sankcji karnej, dyrektywa języka potocznego.
W przypadku aktów prawnych, których adresatami są przedstawiciele danego zawodu (danej branży, środowiska), na znaczeniu wydaje się zyskiwać dyrektywa języka specjalistycznego.
Ogólnie dyrektywa języka potocznego jest domyślną, a za skorzystaniem z dyrektywy języka prawniczego lub specjalistycznego będzie przemawiać to, że dane słowo lub zwrot (np. zasady współżycia społecznego lub wstępny i zstępny) nie występuje w języku potocznym lub jest w tym języku bardzo niejasne/niejasny, podczas gdy posiada ono/on ustalone i precyzyjne znaczenie w języku prawniczym lub specjalistycznym.